# Ruderverein Ister

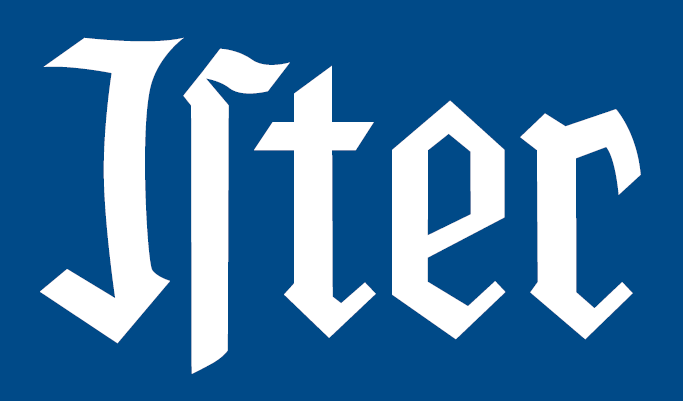
Logo des LRV Ister

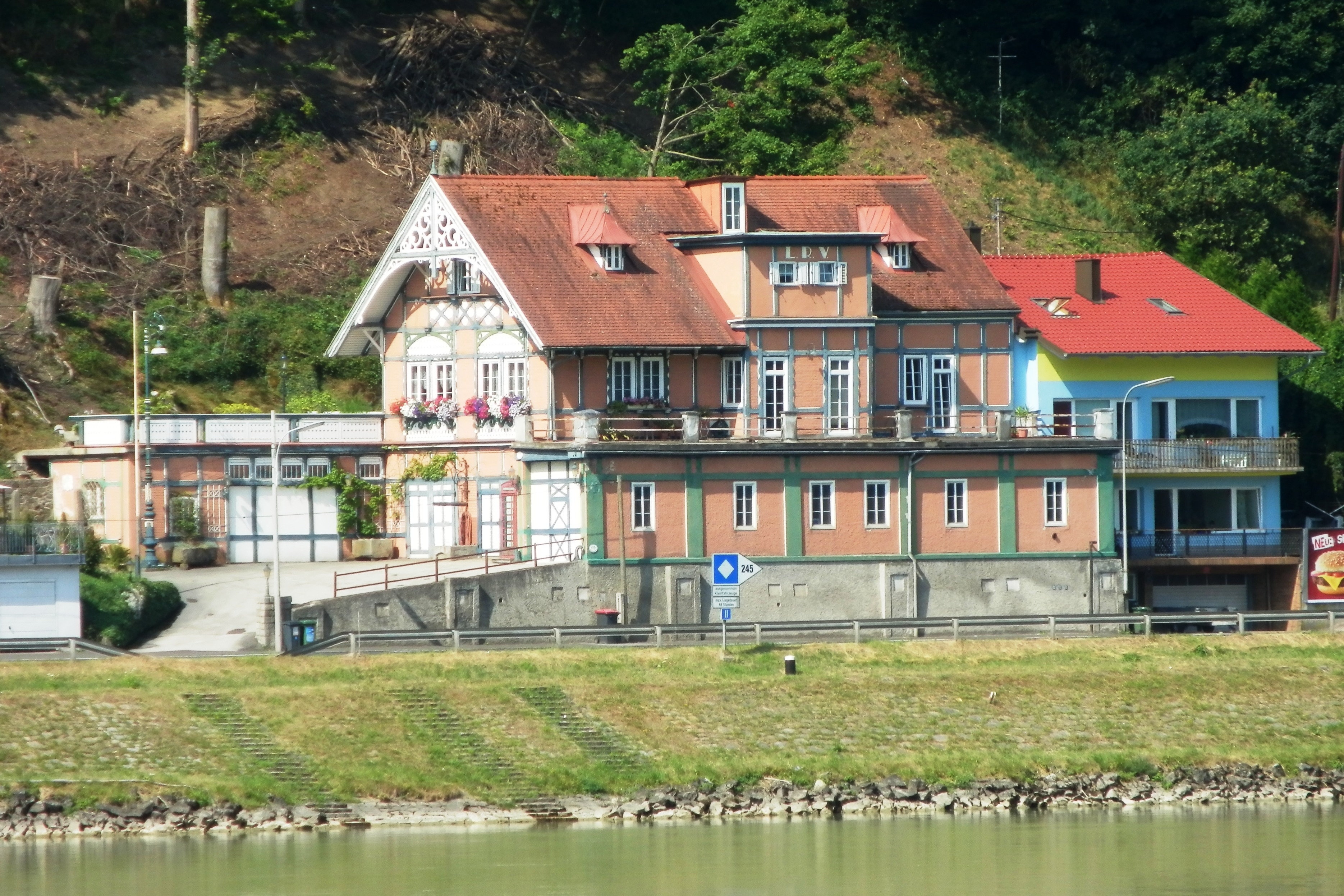
Das alte denkmalgeschützte Vereinshaus an der Donaulände

Der Ruderverein Ister (RV Ister Linz) ist ein Ruderverein in Linz. Er wurde 1876 gegründet. Der Name Ister stammt von der in der Antike verbreiteten Bezeichnung für den Unterlauf der Donau.

## Geschichte
1876 wurde der Linzer Ruderverein LRV Ister gegründet aufgrund eines Erlasses der kaiserlich-königlichen Statthalterei vom 29. Dezember 1875. 1881 war der erste Sieg bei der Gmundner Regatta, zahlreiche weitere Siege folgten. Das erste Bootshaus befand sich in der Straßerau. 1884 fand das erste Ister-Kränzchen, Vorgänger des seit 1957 stattfindenden Piratenballs, statt, wo Johann Strauss (Sohn) 1906 musizierte. 1893 wurde das Bootshaus an der Oberen Donaulände erbaut, 1973 folgte die Übersiedlung an den jetzigen Standort am Winterhafen.
1962 gewann der LRV Ister die erste WM-Medaille in Bronze in Luzern im Vierer ohne Steuermann.
Derzeit (seit 2018) ist Alexander Weigl Präsident des Vereins.

## Trivia
Zum 50-jährigen Bestehen 1926 wurde eigens ein Ister-Marsch und ein Ister-Walzer komponiert.